# Estrada de Ferro Santa Isabel do Rio Preto
A Estrada de Ferro Santa Isabel do Rio Preto foi uma ferrovia cujos trabalhos se iniciaram em 23 de agosto de 1878, tendo primeiro trecho inaugurado em 1881. Em maio de 1886 chegou o tráfego a Santa Isabel do Rio Preto, chegando a 74,5 km de extensão. A bitola utilizada era de um metro, o menor raio de curvas era de 80 metros, e a maior declividade de 0,025m.
Foi incorporada em 1889 à Viação Férrea Sapucaí.